# Froncles
Pour les articles homonymes, voir Froncles (homonymie).
Froncles est une commune française située dans le département de la Haute-Marne, en région Grand Est.

## Géographie

### Accès

#### Accès ferroviaire

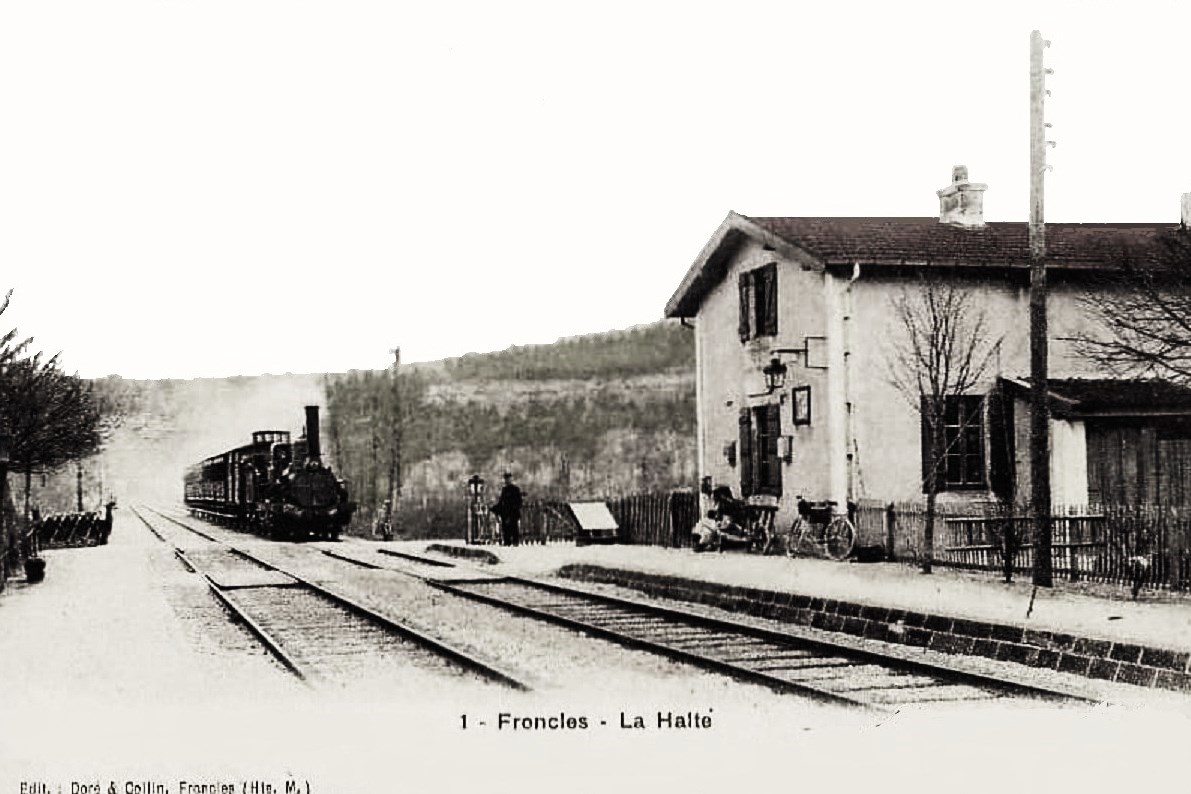
vue ancienne de la gare

Établie à 219 mètres d'altitude, la gare de Froncles est située sur la ligne de Blesme - Haussignémont à Chaumont, entre les gares de Gudmont et de Vignory. C'est un point d'arrêt non géré (PANG) à accès libre équipé d'automates

##### Accès fluvial
Le canal entre Champagne et Bourgogne traverse la commune où se trouve une halte fluviale.

### Localisation

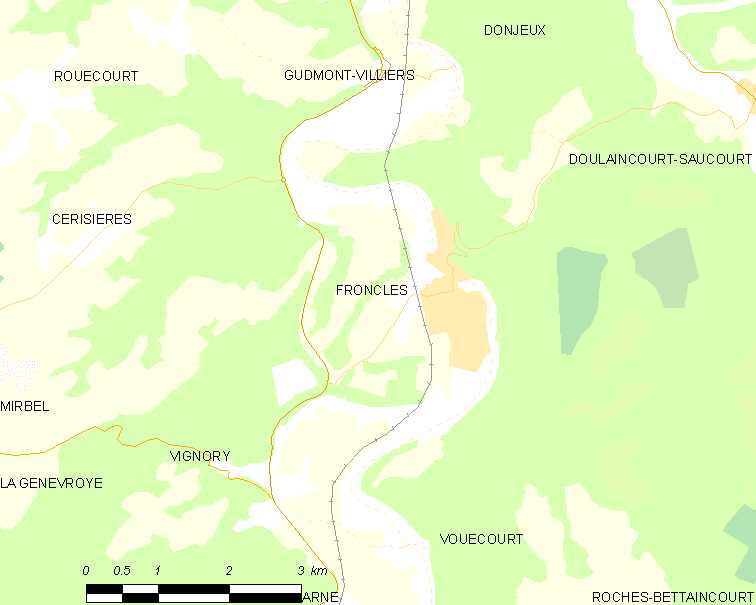
Carte de la commune de Froncles et des proches communes.

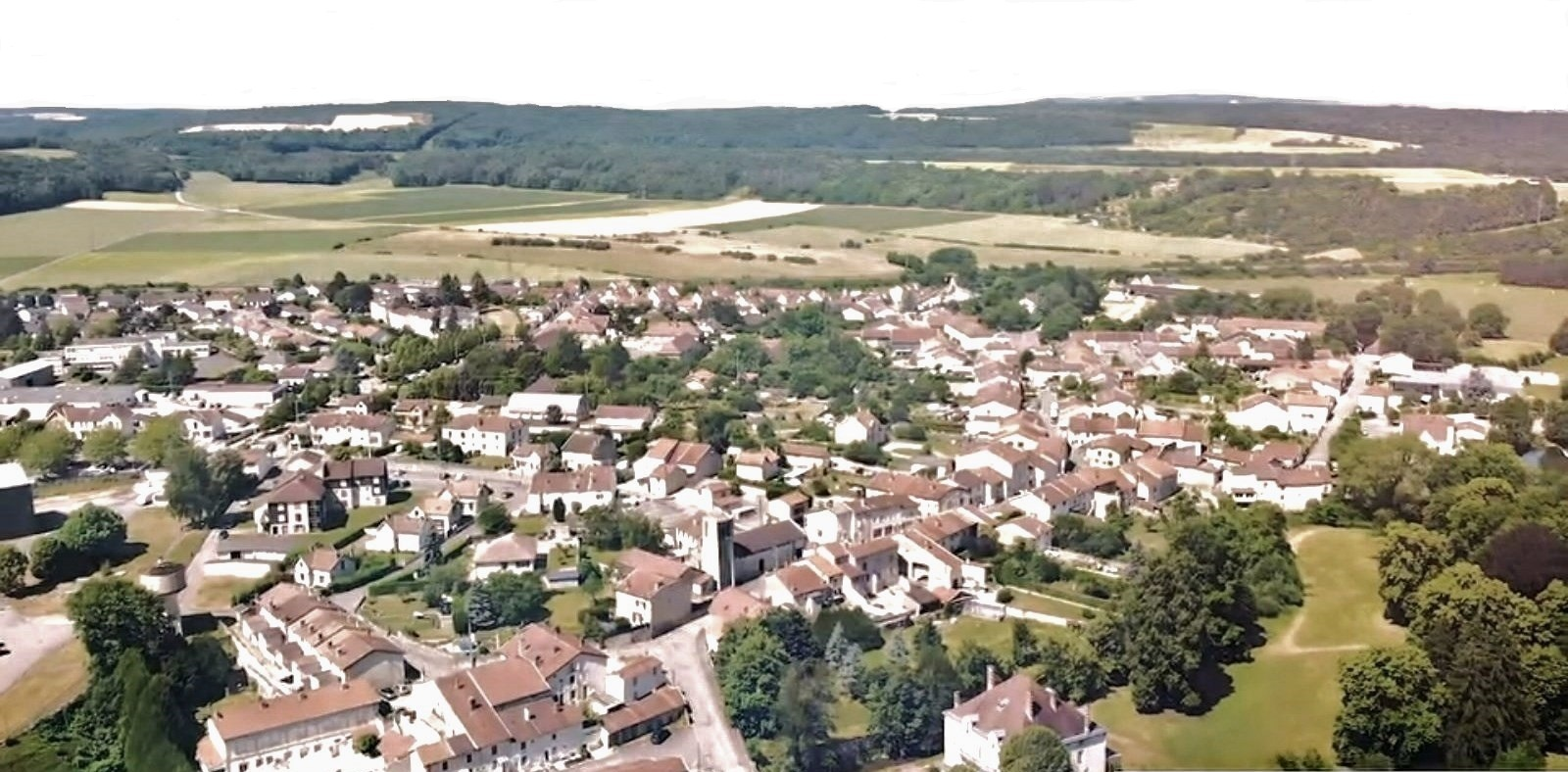
Vue générale de Froncles

### Hydrographie
La commune est dans la région hydrographique « la Seine de sa source au confluent de l'Oise (exclu) » au sein du bassin Seine-Normandie. Elle est drainée par le canal de la Marne a la Saone, la Marne, le cours d'eau 01 de la Falouse, le Bief du Moulin, la Marne et divers autres petits cours d'eau,.
Le canal de la Marne à la Saône est un canal à bief de partage au gabarit Freycinet, d'une longueur de 160 km reliant les vallées de la Marne et de la Saône, géré par les Voies navigables de France. 
La Marne  prend sa source sur le plateau de Langres, dans la commune de Saints-Geosmes (Haute-Marne) et se jette dans la Seine entre Charenton-le-Pont et Alfortville (Val-de-Marne) dans le quartier de Conflans-l'Archevêque. 

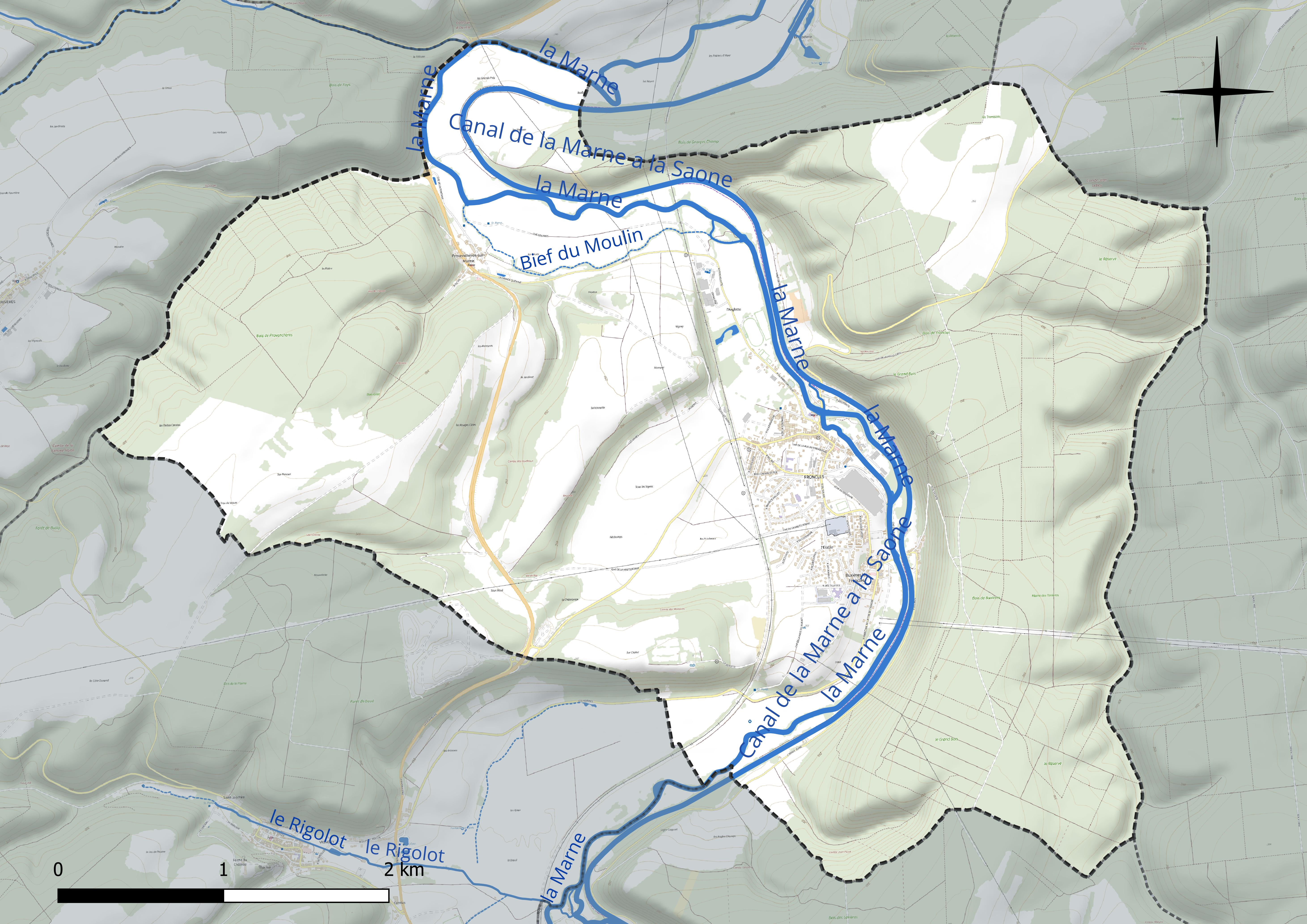
Réseau hydrographique de Froncles.

### Climat
Pour des articles plus généraux, voir Climat du Grand Est et Climat de la Haute-Marne.
En 2010, le climat de la commune est de type climat de montagne, selon une étude du Centre national de la recherche scientifique s'appuyant sur une série de données couvrant la période 1971-2000. En 2020, Météo-France publie une typologie des climats de la France métropolitaine dans laquelle la commune est exposée à un climat océanique altéré et est dans la région climatique  Lorraine, plateau de Langres, Morvan, caractérisée par un hiver rude (1,5 °C), des vents modérés et des brouillards fréquents en automne et hiver. 
Pour la période 1971-2000, la température annuelle moyenne est de 10,3 °C, avec une amplitude thermique annuelle de 16 °C. Le cumul annuel moyen de précipitations est de 1 063 mm, avec 13,5 jours de précipitations en janvier et 9,6 jours en juillet. Pour la période 1991-2020, la température moyenne annuelle observée sur la station météorologique de Météo-France la plus proche, « Blécourt », sur la commune de Blécourt à 10 km à vol d'oiseau, est de 10,8 °C et le cumul annuel moyen de précipitations est de 879,6 mm. 
La température maximale relevée sur cette station est de 40,2 °C, atteinte le 25 juillet 2019 ; la température minimale est de −18 °C, atteinte le 20 décembre 2009,,. 
Les paramètres climatiques de la commune ont été estimés pour le milieu du siècle (2041-2070) selon différents scénarios d'émission de gaz à effet de serre à partir des nouvelles projections climatiques de référence DRIAS-2020. Ils sont consultables sur un site dédié publié par Météo-France en novembre 2022.

## Urbanisme

### Typologie
Au 1er janvier 2024, Froncles est catégorisée bourg rural, selon la nouvelle grille communale de densité à sept niveaux définie par l'Insee en 2022.
Elle est située hors unité urbaine. Par ailleurs la commune fait partie de l'aire d'attraction de Chaumont, dont elle est une commune de la couronne,. Cette aire, qui regroupe 112 communes, est catégorisée dans les aires de 50 000 à moins de 200 000 habitants,.

### Occupation des sols
L'occupation des sols de la commune, telle qu'elle ressort de la base de données européenne d’occupation biophysique des sols Corine Land Cover (CLC), est marquée par l'importance des forêts et milieux semi-naturels (58,4 % en 2018), une proportion sensiblement équivalente à celle de 1990 (58,6 %). La répartition détaillée en 2018 est la suivante : 
forêts (58,4 %), terres arables (22,8 %), prairies (12,9 %), zones urbanisées (5,7 %), mines, décharges et chantiers (0,2 %). L'évolution de l’occupation des sols de la commune et de ses infrastructures peut être observée sur les différentes représentations cartographiques du territoire : la carte de Cassini (XVIIIe siècle), la carte d'état-major (1820-1866) et les cartes ou photos aériennes de l'IGN pour la période actuelle (1950 à aujourd'hui).

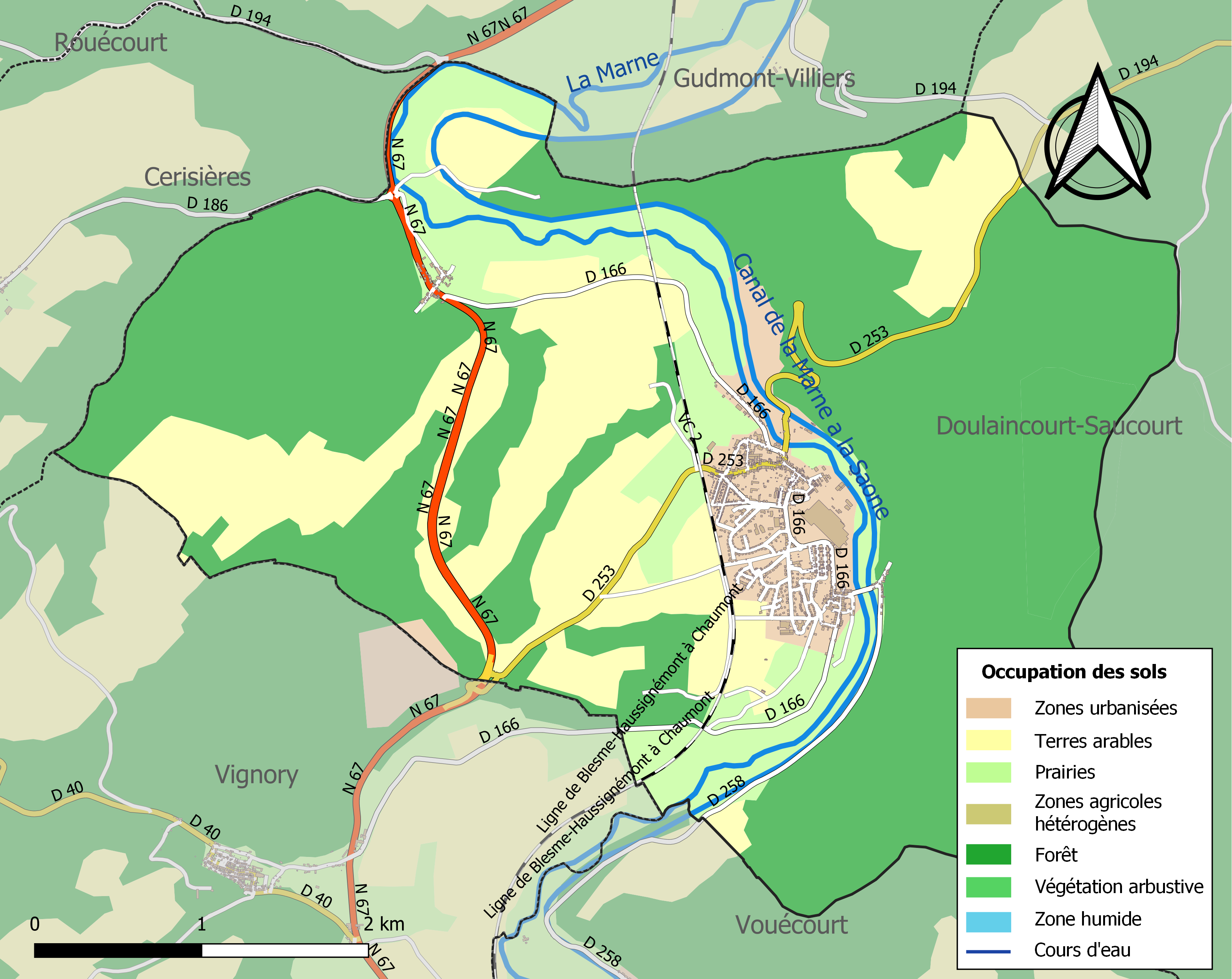
Carte des infrastructures et de l'occupation des sols de la commune en 2018 (CLC).

## Toponymie
Le nom de la localité est attesté sous les formes Ferronclae (1179-1193) ; Buxières, Ferroncles, « qui est toute une parroiche » (1447) ; Ferroncle (1502) ; Feroncles (1628) ; Froncles (1699).

Du bas latin ferrum et le suffixe -unculae, qui a dû signifier : « ateliers du fer, fonderie de fer, forges ».

## Histoire
Des grottes avec trace d'occupation néolithique sont présentes sur le territoire. Des vestiges préhistoriques et antiques ppidum de Buxières.
Première mention en 1067. Buxières était seigneurie laïque.
Froncles, jusqu'à la Révolution, faisait partie de Buxières.
Dès l'ouverture de la section de Donjeux à Chaumont de la ligne de Blesme - Haussignémont à Chaumont ouverte le 25 avril 1857, Froncles a disposé d'une gare.
Lors de la guerre franco-allemande de 1870, le village de Provenchères-sur-Marne fut l'enjeu d'un combat le 7 novembre 1870.
La Société des Forges de Froncles (SFF) avec laminoir de tôles d'acier pour carrosserie et frappe à froid de pièces essentiellement destinées à l’industrie automobile est le principal employeur. Acheté par André Citroën en personne en 1927 à un maître de forge en faillite, le site a atteint un effectif de plus de 800 personnes pendant les Trente Glorieuses. Citroën qui, entre-temps est intégré au groupe PSA Peugeot Citroën, revend SFF à Cockerill-Sambre (Belgique) en 1981. Le site se sépare du laminoir pour se concentrer sur la frappe à froid en 1991. À la suite de la suppression des quotas sur les produits sidérurgiques en Europe Cockerill-Sambre  cède à son tour l’usine à Usinor Sacilor aujourd’hui Arcelor Mittal qui l'incorpore à sa filiale Saarstahl via sa filiale BSK. Reprise par Eurodec (Valois puis UBS) après le dépôt de bilan de Saarstahl puis par Altenloh Brinck & Co  (ABC) Allemagne en 2006.
Froncles fusionne avec Buxières-lès-Froncles en 1972 puis avec Provenchères-sur-Marne en 1974.
Jusqu'au XVIIIe siècle, les villages de Froncles et de Buxières ont cheminé ensemble à l’ombre du château seigneurial.

## Politique et administration

### Tendances et résultats politiques
En analysant les résultats électoraux de Froncles, on peut constater une tendance au vote à gauche des électeurs de la commune avec quasiment que des victoires systématiques des candidats du PS aux élections majeures.

#### Élections présidentielles, résultats des deuxièmes tours
- Élection présidentielle de 2002 : 78,46 % pour Jacques Chirac (RPR), 21,54 % pour Jean-Marie Le Pen (FN), 79,79 % de participation.
- Élection présidentielle de 2007 : 56,64 % pour Ségolène Royal (PS), 43,36 % pour Nicolas Sarkozy (UMP), 85,87 % de participation.
- Élection présidentielle de 2012 : 59,19 % pour François Hollande (PS), 40,81 % pour Nicolas Sarkozy (UMP), 84,09 % de participation.

#### Élections législatives, résultats des deuxièmes tours
- Élections législatives de 2002 : 72,22 % pour  François Cornut-Gentille (UMP), 27,78 % pour Évelyne Advenier (FN), 44,10 % de participation.
- Élections législatives de 2007 (seulement le 1er tour) : 40,39 % pour François Cornut-Gentille (UMP), 56,52 % de participation.
- Élections législatives de 2012 : 57,70 % pour Denis Maillot (PS), 42,30 % pour  François Cornut-Gentille (UMP), 60,35 % de participation.

#### Élections régionales, résultats des deuxièmes tours
- Élections régionales de 2004 : 54,26 % pour Jean-Paul Bachy (DVG), 24,74 % pour Jean-Claude Étienne (UMP), 21,00 % pour Bruno Subtil (FN), 66,12 % de participation.
- Élections régionales de 2010 : 52,14 % pour Jean-Paul Bachy (DVG), 27,10 % pour Jean-Luc Warsmann (UMP), 20,75 % pour Bruno Subtil (FN), 49,60 % de participation.
- Élections régionales de 2015 : % pour Philippe Richert (UMP), % pour Laurent Hénart (UDI), % pour Jean-Pierre Masseret (PS), % pour Florian Philippot (FN), % pour Sandrine Bélier (EELV), % pour Nathalie Griesbeck (MoDem), % de participation.

#### Élections européennes
- Élections européennes de 1999 : 31,98 % pour François Hollande (PS), 12,14 % pour Nicolas Sarkozy (RPR), 10,40 % pour Charles Pasqua (RPF), 9,06 % pour Jean-Marie Le Pen (FN), 40,17 % de participation.
- Élections européennes de 2004 : 42,42 % pour Pierre Moscovici (PS),17,85 % pour Bruno Gollnisch (FN), 12,86 % pour Joseph Daul (UMP), 6,33 % pour Nathalie Griesbeck (UDF), 40,57 % de participation.
- Élections européennes de 2009 : 29,34 % pour Catherine Trautmann (PS), 24,69 % pour Joseph Daul (UMP), 13,94 % pour Bruno Gollnisch (FN), 5,38 % pour Sandrine Bélier (EELV), 34,20 % de participation.
- Élections européennes de 2014 : 34,70 % pour Florian Philippot (FN), 19,61 % pour Nadine Morano (UMP), 18,75 % pour Édouard Martin (PS), 4,53 % pour Sandrine Bélier (EELV), 3,23 % pour Nathalie Griesbeck (MoDem), 2,37 % pour Claire Rocher (Lutte ouvrière), 40,88 % de participation.

#### Référendums
- Le référendum de 1992 où la question posée était « Approuvez-vous le projet de loi soumis au peuple français par le Président de la République autorisant la ratification du traité sur l'Union Européenne ? » : 53,22 % de OUI, 46,78 % de NON, 72,41 % de participation.
- Le référendum de 2000 où la question posée était « Approuvez-vous le projet de loi constitutionnelle fixant la durée du mandat du Président de la République à cinq ans ? » : 75,32 % de OUI, 24,68 % de NON, 26,15 % de participation.
- Le référendum de 2005 où la question posée était « Approuvez-vous le projet de loi qui autorise la ratification du traité établissant une Constitution pour l'Europe ? » : 65,96 % de NON, 34,04 % de OUI, 69,54 % de participation.

#### Élections départementales(cantonales), résultats des deuxièmes tours
- Élections cantonales de 2004 (seulement le 1er tour) : 56,68 % pour Denis Maillot (PS), 19,35 % pour Michel Perrin (FN), 16,59 % pour Jérôme Bourgoin (MoDem), 7,37 % pour Guillaume Minel (UMP), 68,44 % de participation.
- Élections cantonales de 2011 (seulement le 1er tour) : 51,91 % pour Denis Maillot (PS), 30,41 % pour Michel Perrin (FN), 17,68 % pour Roger Flechy (UMP), 50,91 % de participation.
- Élections départementales de 2015 : 40,26 % pour Denis Maillot et Catherine Michel (PS), 34,05 % pour Aude Chatelain et Frédéric Fabre (FN), 25,69 % pour Brigitte Fischer Patriat et Nicolas Lacroix (UMP), 61,02 % de participation.

#### Élections municipales
- Élections municipales de 2008 : liste de Patrice Voirin (73,26 %) ; 74,22 % de participation.
- Élections municipales de 2014 : 558 voix pour Patrice Voirin et sa liste (72,09 %), 216 voix pour la liste de Jean-Pierre Derrez (27,90 %) ; 70,54 % de participation.

### Liste des maires
| Période                                  | Période      | Identité             | Étiquette | Qualité                                             |
| ---------------------------------------- | ------------ | -------------------- | --------- | --------------------------------------------------- |
| Les données manquantes sont à compléter. |              |                      |           |                                                     |
| (?)                                      | 1920(?)      | Louis Auguste Gerard |           | Médaillé militaire                                  |
| 1920 (?)                                 | juin 1924(?) | Eugène Canegre       |           | Conseiller général du canton de Vignory (1919-1925) |
| juillet 1929(?)                          | octobre 1944 | Edouard Garmaud      |           |                                                     |
| octobre 1944                             | mai 1945     | Boris Tchernishoff   |           | ingénieur                                           |
| mai 1945                                 | mars 1973    | Maurice Paillot      | Radical   | Conseiller général du canton de Vignory (1945-1973) |
| mars 1973                                | mars 1977    | Louis Cardot         |           |                                                     |
| mars 1977                                | mars 1995    | Henri Boca           | PS        | employé Société des Forges de Froncles              |
| mars 1995                                | En cours     | Patrice Voirin       | DIV       | médecin généraliste                                 |

## Population et société

### Démographie

#### Évolution démographique
L'évolution du nombre d'habitants est connue à travers les recensements de la population effectués dans la commune depuis 1793. Pour les communes de moins de 10 000 habitants, une enquête de recensement portant sur toute la population est réalisée tous les cinq ans, les populations de référence des années intermédiaires étant quant à elles estimées par interpolation ou extrapolation. Pour la commune, le premier recensement exhaustif entrant dans le cadre du nouveau dispositif a été réalisé en 2004.

En 2022, la commune comptait 1 375 habitants, en évolution de −11,75 % par rapport à 2016 (Haute-Marne : −4,62 %, France hors Mayotte : +2,11 %).
| 1793 | 1800 | 1806 | 1821 | 1831 | 1836 | 1841 | 1846 | 1851 |
| ---- | ---- | ---- | ---- | ---- | ---- | ---- | ---- | ---- |
| 272  | 302  | 303  | 334  | 426  | 421  | 442  | 430  | 425  |

| 1856 | 1861 | 1866 | 1872 | 1876 | 1881 | 1886 | 1891 | 1896 |
| ---- | ---- | ---- | ---- | ---- | ---- | ---- | ---- | ---- |
| 390  | 540  | 616  | 609  | 644  | 716  | 691  | 705  | 701  |

| 1901 | 1906 | 1911 | 1921 | 1926 | 1931  | 1936  | 1946  | 1954  |
| ---- | ---- | ---- | ---- | ---- | ----- | ----- | ----- | ----- |
| 650  | 604  | 645  | 890  | 856  | 1 201 | 1 252 | 1 252 | 1 294 |

| 1962  | 1968  | 1975  | 1982  | 1990  | 1999  | 2004  | 2006  | 2009  |
| ----- | ----- | ----- | ----- | ----- | ----- | ----- | ----- | ----- |
| 1 267 | 1 273 | 2 212 | 2 183 | 2 026 | 1 760 | 1 680 | 1 645 | 1 603 |

| 2014  | 2019  | 2022  | - | - | - | - | - | - |
| ----- | ----- | ----- | - | - | - | - | - | - |
| 1 590 | 1 449 | 1 375 | - | - | - | - | - | - |

## Vie locale

### Esthétique
Froncles est une commune fleurie classée 3 fleurs.

### Culture et festivités
Les fêtes sur la commune ont lieu à Froncles le 3e dimanche après Pâques, à Buxières le 3e dimanche du mois d'octobre et à Provenchères le 15 août (fête du Pont Rouge).

## Économie

### Agriculture et forêt
Exploitation forestière, polyculture, bovins.

### Industrie
L’effectif de la Société des Forges de Froncles (SFF) est en 2015 de 135 personnes (le Journal de la Haute-Marne n° 7768 du 27/10/2015). Malgré les nombreux changements d’actionnariat, le site a conservé son nom historique  SFF  auquel ses salariés et ses clients sont attachés.

### Commerce et artisanat
Le marché a lieu tous les dimanches place du marché.

### Tourisme
Camping ouvert de mars à septembre inclus ; point camping car à la base nautique.

## Lieux et monuments
- Église Saint-Callixte de Buxières d'origine XIIe, remaniée XIXe : abside d'origine (chapelle des fonts baptismaux) ; clocher* (Inscrit MH) ; groupe de la pâmoison de la Vierge* XVIe siècle.
- Église Saint-Joseph à Froncles XVIIIe.
- Église de l'Assomption de la Vierge de Provenchères XIIIe : chapelle dite des « chevaliers » XIIIe/XVIe.
- Restes de maison forte à Buxières (XIe/XIIe), bénéficiaire en 2020 du Loto du patrimoine[23]
- Canal de la Marne-à-la-Saône : port, écluses, capitainerie du XIXe, halte nautique de Froncles.
- Point de vue de la D 253 (connu comme « Le Relais ») ; situé sur la route de Doulaincourt.

## Personnalités liées à la commune
- Stéphanie Morel, ancienne joueuse de football qui a notamment évolué au PSG a commencé sa carrière à Froncles. Elle a 3 sélections en équipe de France à son actif.
- Emji, chanteuse découverte dans l'émission Nouvelle Star est originaire de Froncles et y aurait fait sa scolarité.